# Francavilla di Sicilia
Francavilla di Sicilia (Francavigghia in siciliano) è un comune italiano di 3 520 abitanti della città metropolitana di Messina in Sicilia.
È situata al centro della Valle dell'Alcantara, a nord dell'Etna, sulla riva sinistra del fiume Alcantara. Il suo territorio è solcato dal fiume San Paolo e dal torrente Zavianni, ambedue affluenti dell'Alcantara, e dalle gurne dell'Alcantara. Nel proprio territorio si trova l'ultimo punto dei Monti Peloritani (Portella Mandrazzi) e le prime cime dei Monti Nebrodi.

## Origini del nome

### Origine leggendaria

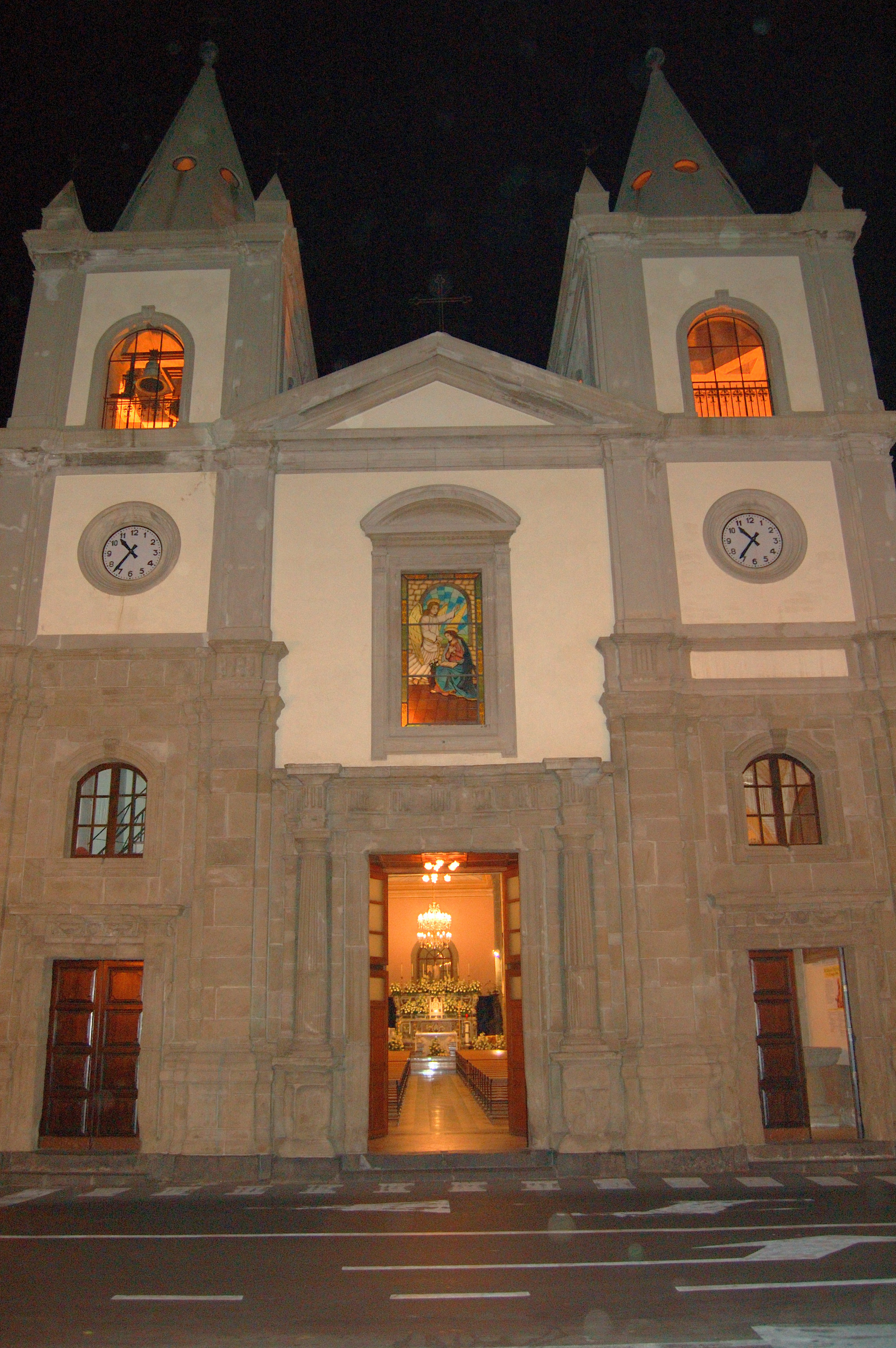
Notturna della chiesa dell'Annunziata.

Secondo una leggenda di matrice castiglionese scritta da Anton Giulio Filoteo degli Omodei, o dal figlio di questi, dopo i moti messinesi del Vespro (1282) il Delfino di Francia scese in Sicilia e fu ospitato dal feudatario di Castiglione Ruggero di Lauria (il feudo di Castiglione dista 5 km da Francavilla). Il Delfino s'innamorò di Angelina, figlia del feudatario, amore ricambiato dalla fanciulla. Si racconta che il Delfino dovette subito ripartire in Francia ma promise ad Angelina di tornare per poi fuggire insieme. Il ritorno del Principe sarebbe stato annunciato con dei segnali luminosi, dei fuochi, visibili dai due castelli di Francavilla e Castiglione.
Franca, ancella di Angelina, doveva aiutare la sua padrona ad aspettare il ritorno del Delfino ma amava addormentarsi, sicché la castellana era costretta a sollecitarne la veglia: "Franca, vigghia! pi mia Franca, vigghia" (cioè "Franca, veglia, fallo per me Franca, veglia) e più tardi, volendo ricordare la leggenda di Angelina, fecero costruire un castello sul colle dal quale arrivarono i segnali luminosi del Delfino e battezzarono il nucleo delle residenze con il nome di Francaveglia, italianizzato in" Francavilla". Ma la storia è di ben altra natura. Con questa leggenda si è voluto, da parte di alcuni cittadini di Castiglione, riconfermare una presunta supremazia storico-economica su Francavilla.

### Ipotesi etimologica
Il nome deriva dalla dominazione francese, e precisamente dal termine franc-ville, cioè Città Franca, perché originariamente la cittadina era esente dal pagamento di tasse. Un'altra leggenda, ripresa da Cristoforo de' Sordi e altri storici del XVII secolo, propone che il centro sia stato "reso franco" da Carlo Magno in persona. In realtà il Gran Conte Ruggero, che viaggiando da Troina a Mileto (CZ) certamente poteva passare dalla vallata, probabilmente consentì una relativa autonomia al piccolo centro posto all'inizio della Valle dell'Alcantara.

## Storia
Dopo i millecinquecento anni di mancanza di fonti storiche che separano il periodo ellenistico-romano dall'anno Mille, la Francavilla medievale si sviluppa attorno al castello e lungo le sue pendici, tra il 1000 ed 1100. I primi dati storici sono forse legati alla figura di san Cremete, un eremita che, durante la dominazione araba, viveva sulla piattaforma rocciosa nella zona chiamata Placa (o "A Badiazza") e che si trova nei pressi del bivio Novara - Mojo, come certa storiografia dei secoli scorsi ha perpetuato, ma già dal IX secolo si accenna all'abitato retto in campo religioso da un protopapa di rito greco. Sull'abbazia del San Salvatore della Placa troviamo notizie in una pergamena che fa del 1100, nella quale si accenna a Clemente abate e non ancora santo all'epoca.
La memoria popolare riporta che quando il conte Ruggero d'Altavilla passò in questa zona con il suo seguito, Cremete, o Clemente, secondo la denominazione latina, gli chiese un aiuto per costruire un monastero sulla rocca dove egli conduceva la sua vita solitaria. Il conte Ruggero acconsentì e tra il 1090 ed il 1100 fu restaurato il già all'epoca "antico" monastero di S. Salvatore di Placa dove si stabilirono i monaci dell'ordine basiliano.
Intorno ad esso si formarono poi degli agglomerati di case. In un primo momento si trattava solo di insediamenti di gruppi di contadini che lavoravano per i monaci in quanto, si racconta che Ruggero avesse stabilito che fossero proprietà del Convento tutte le terre che si vedevano dall'altura su cui esso era posto. Vedi Privilegio di Ruggero del quale esistono due versioni ufficiali e una locale corrotta (certamente artatamente) nella traduzione latina.
Il castello è coevo al restauro o alla ricostruzione dell'abbazia del San Salvatore della Placa e sorse qualche decennio più tardi perché esistente come possibile acropoli dell'ancora anonima importantissima città sicula che fu Francavilla e come kastron in epoca bizantina. Sorge ancora sotto forma di ruderi su una collina distante 3 km in linea d'aria dalla Placa ed è in posizione strategica. Costituisce il centro della Valle dell'Alcantara ed è protetto e difeso dai castelli di Castiglione di Sicilia, Motta (la Mocta di la Placa), il forte della Placa (cioè la stessa abbazia col suo presidio militare). Vero è che restauri ed interventi siano stati effettuati sotto Guglielmo I di Sicilia "il Malo" (1120-1166); per altri invece esso venne edificato sotto il regno di Guglielmo II detto il "Buono" (1153-1189), figlio del precedente. Il castello, maestoso come doveva essere nella sua integrità ed imprendibile (forse difeso da una tripla cinta muraria), pur essendo stato nei secoli teatro della storia non solo locale ma dell'intera Sicilia non è citato tra i castelli di Sicilia. Due chiese ne presidiavano i versanti est ed ovest, la chiesa di San Teodoro e la chiesa di San Giorgio.

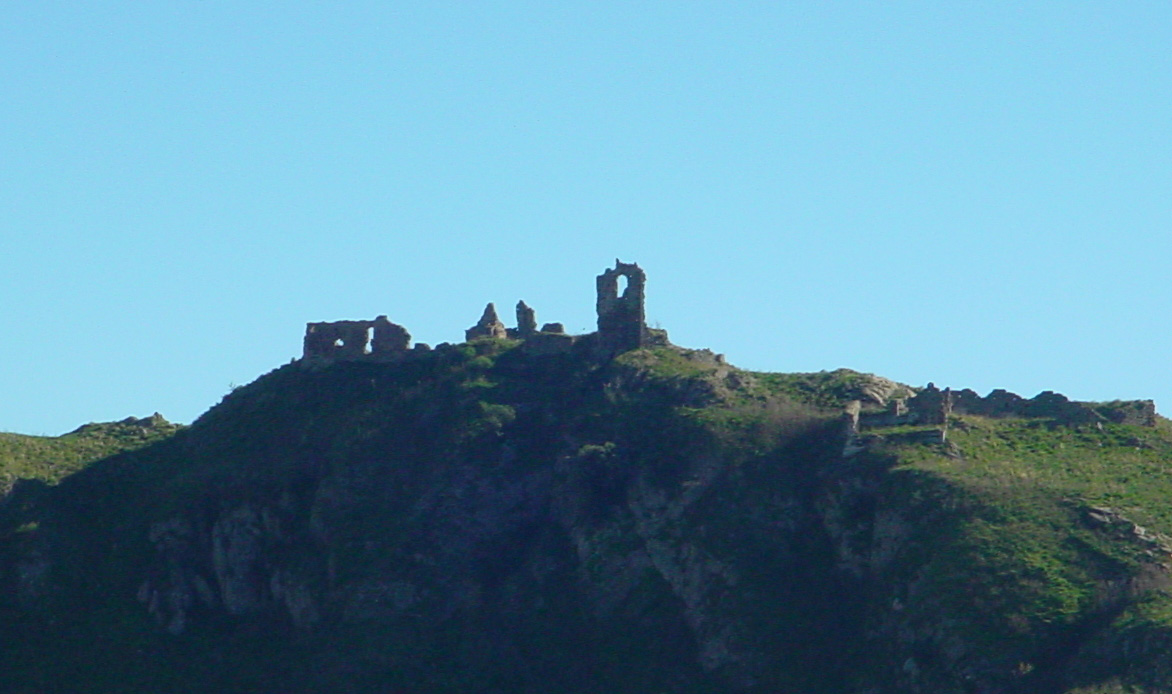
Ruderi del Castello Normanno

Oggi l'antico Castello feudale è ridotto ad un cumulo di macerie. Le pietre sono saldate con calce malfitana molto usata dagli antichi e di cui esiste ancora una cava nel territorio di Francavilla di Sicilia. Dal lato est, i ruderi sono rappresentati da grosse ed alte mura, che svettano monumentali sul ciglione sovrastante la ripida parete del colle. Resta inoltre la saldatura muraria tra la linea del ciglione e l'alta muratura. Tra i ruderi della divisione interna; in un cortile, si trovano gli avanzi di una grande cisterna che doveva essere di primaria utilità per i presidiatori del luogo.

### Simboli
Lo stemma è stato riconosciuto con decreto ministeriale del 12 novembre 1906.
Il gonfalone, concesso con D.P.R. del 13 dicembre 1983, è un drappo partito di giallo e di rosso.

## Monumenti e luoghi d'interesse
- Castello Normanno, ruderi.
- Antiquarium;
- Convento dei Frati Cappuccini con annesso Museo di storia francescana e contadina;
- Parco fluviale dell'Alcantara;Chiesa Matrice e Quartiere Contarato

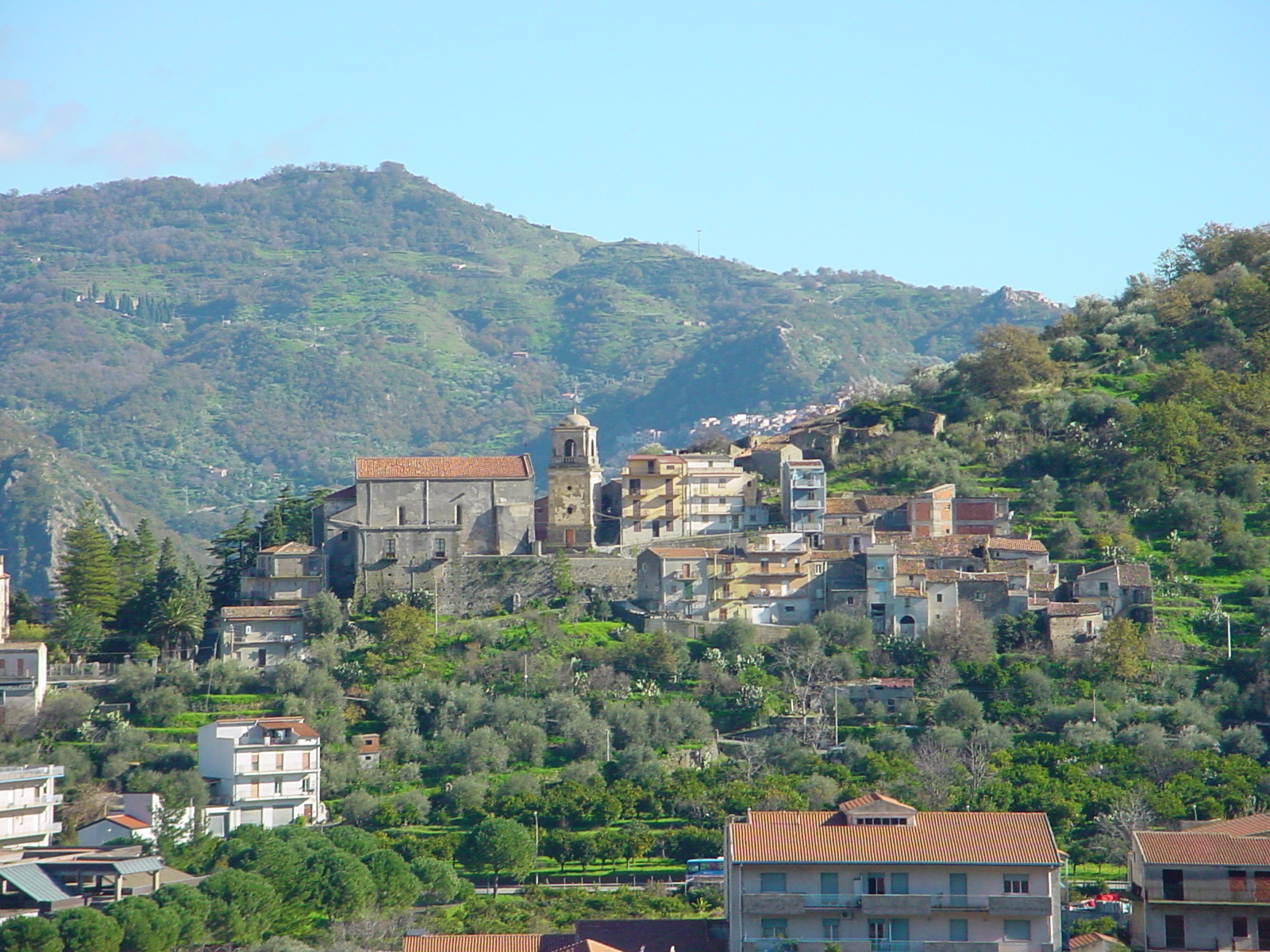
Chiesa Matrice e Quartiere Contarato

- Gurne dell'Alcantara (16 piccoli laghi lungo il corso del fiume);
- Villaggi Schisina (villaggi agricoli abbandonati dell'ex Ente per la Riforma Agraria in Sicilia).

MAFRA (Museo archeo di Francavilla Il M.A. FRA. Museo Archeologico di Francavilla di Sicilia occupa alcune sale dello storico Palazzo Cagnone, edificio del XVI secolo che sorge nel centro storico, all’interno del quartiere medievale, ai piedi dell’altura sovrastata dal Castello Normanno. L’esposizione, preceduta da un video di introduzione al territorio fruibile   al piano terra, si snoda nelle tre sale del primo piano.)

## Cultura

### Eventi
- Carnevale della Valle dell'Alcantara
- Sacra Rappresentazione del Venerdì Santo

### Media
- Noi dell'Alcantara (periodico edito fino agli anni '90)
- Radio Baracca Francavilla (emittente radiofonica attiva fino agli anni '90).

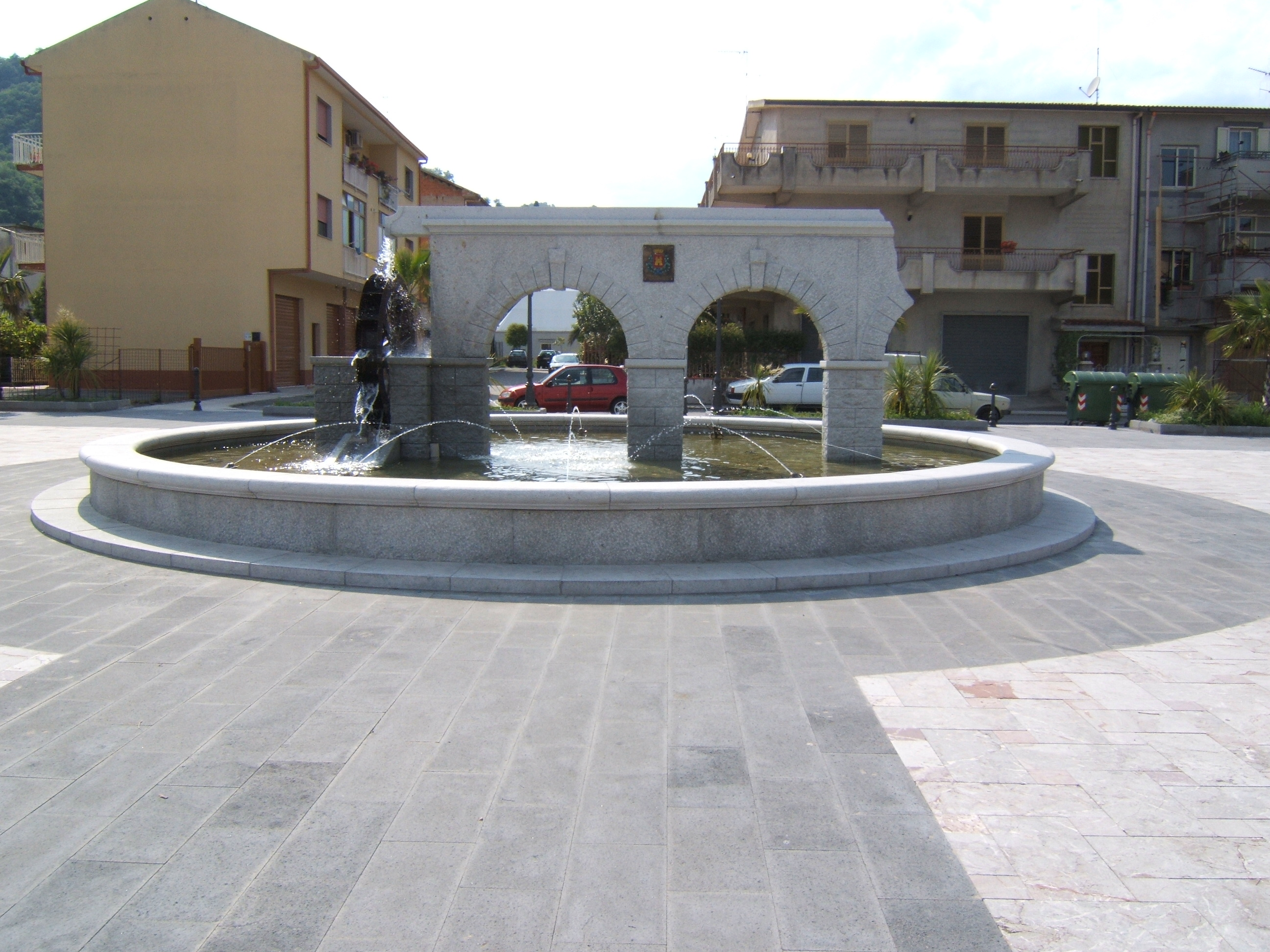
Fontana dei mulini

## Infrastrutture e trasporti

### Strade
L'uscita autostradale più vicina è quella di Giardini Naxos sulla Autostrada A18. Francavilla è inoltre attraversata dalla Strada statale 185 di Sella Mandrazzi.

### Ferrovie
Francavilla di Sicilia si trova al centro della vecchia linea ferroviaria FS Alcantara (presso Giardini Naxos) - Randazzo, dismessa dai primi anni novanta, per la quale è in progetto la riapertura, da parte della Ferrovia Circumetnea, in un progetto integrato per la mobilità del comprensorio. La linea era stata aperta nel 1959.
Le stazioni più vicine attualmente sono quelle di Taormina - Giardini e Alcantara poste sulla linea delle FS Messina - Siracusa, e la stazione di Cerro (Castiglione di Sicilia) per quanto riguarda la Ferrovia Circumetnea.

### Mobilità urbana
È collegata con Messina e Catania e i paesi della costa dagli autobus dell'Interbus (ex SAIS) e della AST (Azienda Siciliana Trasporti). È disponibile inoltre il servizio di noleggio con conducente.

### Aeroporto
L'aeroporto più vicino dista circa 75 km ed è quello di Fontanarossa di Catania.

## Amministrazione
| Periodo          | Periodo         | Primo cittadino    | Partito                                | Carica  | Note |
| ---------------- | --------------- | ------------------ | -------------------------------------- | ------- | ---- |
| 21 novembre 1993 | 2 dicembre 1997 | Paolo Spatola      | lista civica                           | Sindaco |      |
| 3 dicembre 1997  | 28 maggio 2002  | Salvatore Puglisi  | centro-sinistra                        | Sindaco |      |
| 29 maggio 2002   | 28 maggio 2007  | Salvatore Nuciforo | centro-destra                          | Sindaco |      |
| 29 maggio 2007   | 8 maggio 2012   | Salvatore Nuciforo | lista civica                           | Sindaco |      |
| 9 maggio 2012    | 12 giugno 2017  | Pasquale Monea     | lista civica                           | Sindaco |      |
| 13 giugno 2017   | in carica       | Vincenzo Pulizzi   | lista civica La svolta per Francavilla | Sindaco |      |

### Altre informazioni amministrative
Il comune di Francavilla di Sicilia fa parte delle seguenti organizzazioni sovracomunali: regione agraria n.3 (Alto Fantina e Alto Mela).

## Società

### Evoluzione demografica
Abitanti censiti

## Galleria d'immagini
| - Chiesa Matrice - Chiesa dell'Annunziata in notturna - Chiesa dell'Annunziata - Resti della Badiazza |